# Municipio de Acatlán de Pérez Figueroa
El municipio de Acatlán de Pérez Figueroa es un Municipio perteneciente al Distrito de Tuxtepec en la región del Papaloapan, en la parte más septentrional del estado de Oaxaca, México. Junto con el municipio de San Juan Bautista Tuxtepec, es el más extenso del distrito, al poseer 933,90 km² de superficie, que representa el 0.979% del total estatal. En vista a la participación del ilustre general guanajuatense Luis Pérez Figueroa que realizó numerosas confrontaciones en la Intervención francesa en la región, en su honor, en 1904, el gobierno de Oaxaca le otorga su apellido al municipio.

## Localización
El municipio se localiza en las coordenadas 18°27′16″N 96°28′11″O / 18.45444, -96.46972.
Sus límites políticos son al:
- Norte: el municipio de Cosolapa y el estado de Veracruz.
- Sur: los municipios de Santa María Chilchotla y San Miguel Soyaltepec.
- Este: el estado de Veracruz.
- Oeste: el municipio de Chilchotla y el estado de Puebla.

## Política

### Gobierno
Como cualquier otro municipio en México, el gobierno está centrado en el cabildo municipal, que está integrado por el presidente municipal, 2 síndicos y los encargados de las siguientes regidurías:
- Regiduría de Hacienda
- Regiduría de Tenencia de la Tierra
- Regiduría de Ecología
- Regiduría de Educación
- Regiduría de Deportes
- Regiduría de Seguridad Pública
- Regiduría de Obras
- Regiduría de Maquinaria y Parque Vehicular
- Regiduría de Espectáculos
- Regiduría de Desarrollo Agropecuario
- Regiduría de Salubridad
- Regiduría de Parques y Jardines

Además posee múltiples direcciones y otros servidores públicos.

### Principales localidades
El municipio posee 211 localidades que poseen más de 2 viviendas. De las más importantes el municipio, se encuentran:
- Acatlán de Pérez Figueroa: cabecera municipal y principal centro económico; ya que posee la mayor diversificación laboral por ser un centro agrícola y comercial. Posee una población de 5,736 habitantes, según el II Conteo de Población y Vivienda INEGI, 2005.

- Vicente (antes Vicente Camalote): es la localidad más poblada del municipio, es el lugar donde se encuentra establecido el Ingenio la Margarita, al contar con una población de 7,879 habitantes; es además un importante centro comercial en la región. También cabe mencionar su actividad agrícola.

- Tetela: localidad dedica principalmente a la agricultura. Posee una población de 2,980 habitantes, por lo que es la tercera localidad más poblada del municipio.

- Cerro Mojarra: también conocido como Capilla, esta localidad es conocida por ser el sitio originario del traje típico del municipio (huipil). Alberga una población de 2,421 habitantes.

## Geografía

### Clima
El clima es caluroso, propiamente al poseer, según la clasificación climática de Köppen, un clima Am (Monzónico), por lo que mantiene una temperatura de 35 °C y una precipitación media de 2,680 mm.

### Orografía
La parte baja del municipio, es decir, la zona que limita con el municipio de San Miguel Soyaltepec, se encuentra en la planicie costera denominada llanura del Golfo de México. En contra parte, el lado norte del municipio, que limita con los estados de Puebla y Veracruz, se encuentra en la Sierra Mazateca, que forma parte de la Sierra Madre del Sur. Las principales elevaciones dentro del municipio son:
- Cerro Las Águilas; con altura de 310 m s. n. m.
- Cerro la Cotorra; con una altura de 300 m s. n. m.,
- Cerro Agua Escondida; con una altura aproximada de 300 m s. n. m.,
- Peña Blanca; con una altura de 250 m s. n. m.

### Hidrografía
Por encontrarse en la llaunra del Golfo de México y en la Sierra Madre Oriental, el municipio posee numerosos afluyentes que proveen la gran cantidad de humedad de la región. De los ríos destecados por su caudal se mencionan los ríos Amapa, Juan Sánchez, Cosolapa, Camalote, Chicazapa, El Azufre y los arroyos de En Medio, Anteburro, El Limón y algunos manantiales tales como San Antonio, Cerro Castillo, Tembladeras y Vista Hermosa. También es importante el embalse aritificial que sirve para la generación de energía eléctrica, la presa Miguel Alemán.

### Vegetación
La flora consiste en una gran variedad de plantas, debido al tipo tropical de su clima. El municipio cuenta con plantas comestibles como quelites, hierbas moras, verdolagas, nopales, crucetas, flor de izote, hierba buena, árboles como mulato, roble, ocote, pino, higuera, abeto, borrego, pochota; frutales como guanábana, granada, nanche, tamarindo, mango, aguacate, naranja, almendro, guayaba, zapote negro y flores como flor de muerto, moco de pavo, huele de noche, hawaiana, tulipán de la India, gardenia, jazmín, violeta, gladiola, bugambilia, crisantemo, rosa, limonaria, dalia, acacio, margaritas, framboayanes y orquídeas.

### Fauna
La fauna, ligada al clima y la flora, se constituye por animales salvajes como el tejón, mono, armadillo, jabalí, zerete, tepexcuintle, mapache, temazate, tlacuache, tigrillo, zorrillo, conejo, tusa, tigre, venado, puerco espín, onsillas, gato montés, coyote, ardilla y tlacuache; aves como el faisán, codorniz, tordo, gavilán, aguililla, pepencha, tecolote, azulejo, garza, paloma, cotorro, pichón, perico, primavera, gorrioncillo, cardenal, colibrí, zopilote, golondrina, tucán, pelicano, pichiches, paloma mora, pecho amarillo, chegeres, pijules, tapa caminos, gavilán, lechuza y pico de canoa; Diversas especies de insectos, así como especies acuáticas de agua dulce como mojarras, tortugas, anguilas, langostino, bagre, guarusos; especies de reptiles destacando las serpientes nauyaca conocida en la región como Palanca, encontramos también mazacoa, cascabel, coralillo, mano de metate, bejuquillo, chirrionera, suchil, iguana, lagartija, garrobo, la curiosa lagartija conocida como perro palanca, la cual los habitantes consideran como venenosa.

## Servicios
| Servicios del municipio de Acatlán de Pérez Figueroa |              |                   |                                  |                                                       |                   |               |
|                                                      |              |                   |                                  |                                                       |                   |               |
| Servicio                                             | Agua potable | Alumbrado público | Mantenimiento del drenaje urbano | Recolección de basura y limpieza de las vías públicas | Seguridad pública | Pavimentación |
| Cobertura (%)                                        | 75           | 87                | 23                               | 25                                                    | 15                | 60            |

### Educación
Los institutos de educación en el municipio lo integran, 9 Jardines de niños, 62 primarias, 1 secundaria Federal, 16 telesecundarias, 1 postprimaria, 1 CBTA, 1 COBAO, 1 preparatoria por cooperación, 6 IEBOs y 4 academias.

### Salud
Los servicios de salud con los que posee este municipio están constituidos por un total de 9 unidades médicas de salud, 3 del IMSS, 5 de la SSA, 7 casas de salud, 1 centro de atención médica DIF, 12 médicos particulares, 3 consultorios dentales, 1 laboratorio de análisis clínicos y 1 clínica particular

### Vivienda
De acuerdo a los resultados que presentó el II Conteo de Población y Vivienda INEGI 2005, en el municipio existe un total de 10,059 viviendas; de las cuales 9,828 son particulares.
Las viviendas en el medio urbano cuentan con piso de cemento, agua entubada intradomiciliaria y un 50% de drenaje y en su totalidad con energía eléctrica.
Por el contraste, Las comunidades rurales tienen un alto porcentaje de casas con pisos de tierra, techos de lámina y palma, agua entubada extradomiciliaria y en la mayoría no tienen drenaje. Algunas tienen fosa séptica y en su gran mayoría realizan defecación al aire libre.
En las zonas marginadas tienen piso de tierra, paredes de madera o palos, techo de palma y en estos predomina el hacinamiento y en su totalidad fecalismo al aire libre.

### Deporte
Cuenta con dos campos deportivos (la estación y trapiches), en Vicente existe una cancha de futbol rápido localizada en el parque.
Las instalaciones del municipio en el ámbito de deporte existe la unidad deportiva llamada La Margarita, una pista de atletismo y un estadio de béisbol La Margarita.